# Staphylinochrous albabasis
Staphylinochrous albabasis là một loài bướm đêm thuộc họ Anomoeotidae. Loài này có ở Angola.